# Malin Ewerlöf
Malin Ewerlöf (* 2. Juni 1972 in Gävle) ist eine schwedische Leichtathletin, die sich auf den Mittelstreckenlauf spezialisiert hat. Ihren größten Erfolg feierte sie mit dem Vizeeuropameistertitel über 800 Meter 1998 in Budapest.

## Sportliche Laufbahn
Erste internationale Erfahrungen sammelte Malin Ewerlöf vermutlich im Jahr 1987, als sie bei den Junioreneuropameisterschaften in Birmingham in 9:28,90 min den achten Platz im 3000-Meter-Lauf belegte. Im Jahr darauf belegte sie bei den Juniorenweltmeisterschaften in Greater Sudbury in 9:23,37 min den siebten Platz und 1989 gelangte sie bei den Halleneuropameisterschaften in Den Haag mit 4:11,70 min auf den achten Platz im 1500-Meter-Lauf. Kurz darauf siegte sie in 15:23 min bei den Crosslauf-Weltmeisterschaften in Stavanger im Juniorinnenrennen. Im Jahr darauf wurde sie bei den Crosslauf-Weltmeisterschaften 1990 in Aix-les-Bains nach 14:30 min Siebte im U20-Rennen und im August gewann sie bei den Juniorenweltmeisterschaften in Plowdiw in 4:14,61 min die Bronzemedaille über 1500 Meter. Bei den Crosslauf-Weltmeisterschaften 1991 in Antwerpen lief sie nach 15:23 min auf dem 39. Platz im Juniorinnenrennen ein und im August siegte sie in 4:15,43 min über 1500 Meter bei den Junioreneuropameisterschaften in Thessaloniki. 1994 schied sie bei den Europameisterschaften in Stockholm mit 2:02,28 min im Halbfinale im 800-Meter-Lauf aus und im Jahr darauf schied sie bei den Weltmeisterschaften in Göteborg mit 2:02,28 min in der ersten Runde über 800 Meter aus. 1996 nahm sie an den Olympischen Sommerspielen in Atlanta teil und kam dort mit 2:01,61 min nicht über den Vorlauf über 800 Meter hinaus und schied über 1500 Meter mit 4:13,85 min im Semifinale aus.
1997 belegte sie bei den Hallenweltmeisterschaften in Paris in 4:09,72 min den siebten Platz über 1500 Meter und im August gelangte sie bei den Freiluft-Weltmeisterschaften in Athen mit 4:08,68 min im Finale auf Rang zehn. Im Jahr darauf gewann sie bei den Halleneuropameisterschaften in Valencia in 2:03,61 min die Silbermedaille über 800 Meter hinter der Tschechin Ludmila Formanová und im Sommer sicherte sie sich bei den Freiluft-Europameisterschaften in Budapest in 1:59,61 min die Silbermedaille hinter der Russin Jelena Afanassjewa. Daraufhin belegte sie beim IAAF World Cup in Johannesburg in 2:02,61 min den fünften Platz. 1999 schied sie bei den Hallenweltmeisterschaften in Maebashi mit 2:01,93 min im Halbfinale aus und im August kam sie bei den Weltmeisterschaften in Sevilla mit 4:07,67 min nicht über den Vorlauf über 1500 Meter hinaus. 2000 bestritt sie ihre letzten Wettkämpfe auf der Bahn und fokussiert sich seitdem auf den Straßenlauf, tritt dort aber nur noch vereinzelt an. Bei den Crosslauf-Europameisterschaften 2009 in Dublin wurde sie nach 29:36 min 31. im Einzelrennen.
In den Jahren 1992 und von 1995 bis 1999 wurde Ewerlöw schwedische Meisterin im 800-Meter-Lauf sowie 1992 und von 1996 bis 1999 über 1500 Meter. 1989, 1993 und 1994 sowie 2000 wurde sie Landesmeisterin im 4-km-Straßenlauf sowie 1995 und 1996 über 4-mal 400-Meter und 1996 und 1997 über 4-mal 800 Meter.

## Persönliche Bestleistungen
- 800 Meter: 1:59,44 min, 19. August 1998 in Budapest
  - 800 Meter (Halle): 2:01,31 min, 20. Februar 1997 in Stockholm
  - 1000 Meter (Halle): 2:38,11 min, 25. Februar 1999 in Stockholm (schwedischer Rekord)
- 1500 Meter: 4:05,49 min, 24. Juni 1997 in Luzern
  - 1500 Meter (Halle): 4:09,72 min, 9. März 1997 in Paris
- Meile: 4:25,34 min, 18. August 1997 in Bellinzona
- 3000 Meter: 9:02,20 min, 21. Mai 1989 in Stockholm (schwedischer U18-Rekord)